# Dermot Gallagher
Dermot Gallagher (Ringsend (Dublin), 20 mei 1957) is een Iers voormalig voetbalscheidsrechter. Gallagher floot jarenlang in de Engelse Premier League.

## Carrière
Dermot Gallagher was vijftien jaar lang een van de vaste scheidsrechters in de Engelse Premier League tussen de oprichting van de competitie in 1992 en 2007. Gallaghers eerste Premier League-wedstrijd was een door Tottenham Hotspur met 0–2 verloren thuiswedstrijd tegen Coventry City op White Hart Lane op 19 augustus 1992.
Op 11 mei 1996 mocht Gallagher de FA Cup-finale tussen de aartsrivalen Liverpool en Manchester United in goede banen leiden. Éric Cantona scoorde in het slot het enige doelpunt voor Manchester United. Voordat de Premier League in het leven werd geroepen was hij reeds twee jaar actief als scheidsrechter in de Football League First Division, de vorige naam van de hoogste Engelse voetbaldivisie. Zijn carrière als hoofdscheidsrechter begon in 1990. In 1985 ging Gallagher in dienst bij de FA als lijnrechter. Op amper 33-jarige leeftijd (in Engeland een jonge leeftijd) werd Gallagher hoofdscheidsrechter.
Op 13 mei 2007 hield Gallagher alles voor gezien, een wedstrijd tussen Liverpool en Charlton Athletic die op 2–2 eindigde. De Ier had de leiding over meer dan 370 wedstrijden op het hoogste niveau. Gallagher floot eveneens op EURO 1996 in Engeland.